# Glena fuliginaria
Glena fuliginaria là một loài bướm đêm trong họ Geometridae.